# محمد بن سالم (سياسي جزائري)
محمد بن سالم سياسي جزائري، شغل منصب وزير السياحة والصناعة التقليدية بحكومة سيفي الثانية.